# Meg Westergren
Elsa Margareta Westergren (født 16. maj 1932 i Stockholm), bedre kendt som Meg Westergren, er en svensk skuespillerinde. Hun blev uddannet på Dramatens elevskola fra 1951 til 1954 og har spillet i mange farcer og komedier på scenen. Derudover har hun medvirket i adskillige film, primært i 1950'erne, men også i tv-serier såsom Bröderna Malm, Sunes jul og Rederiet.
Westergren er datter af skuespillerne Håkan Westergren (1899-1981) og Inga Tidblad (1901-1975). I 2009 blev hun tildelt Litteris et Artibus.

## Udvalgt filmografi
- Filmen om Marianne (1953)
- Lille Fridolf blir morfar (1957)
- Tyvernes glade dage (1958)
- Frøken April (1958)
- Frøken Chic (1959)
- Miss and Mrs Sweden (1969)
- Bröderna Malm (tv-serie, 1972)
- Ægget er skørt! (1975)
- Mig og damerne (1983)
- Sunes jul (julekalender, 1991)
- Rederiet (tv-serie, 1994-1995)
- Någon annanstans i Sverige (2011)
- Inkognito (tv-serie, 2013)
- Selmas saga (julekalender, 2016)